# Nueva Providencia
Nueva Providencia è un comune (corregimiento) della Repubblica di Panama situato nel distretto di Colón, provincia di Colón. Si estende su una superficie di 17,3 km² e conta una popolazione di 5.813 abitanti (censimento 2010).